# Bag stilheden
Bag Stilheden (tysk: Jenseits der Stille) er en tysk film instrueret af Caroline Link.

## Synopsis
Laras forældre er døve og hun tolker for dem, når de er ude i den hørende verden, fx når de er i banken eller til møder på hendes skole.
Juleaften giver Laras tante Clarissa, som har øre for musik, hende en klarinet, og Lara begynder at opdage musikkens verden, som er fuldkommen ukendt for hendes forældre.
Hun bliver en talentfuld klarinetspiller, og da hun er 18 år gammel, vil hun søge ind på Berlins musikkonservatorium. Hendes ønske om at søge ind på skolen kommer i konflikt med hendes fars afhængighed af hende og hans sorg efter moderens død.

## Priser
- 1997: Deutscher Filmpreis:Bedste skuespiller (Testud) og bedste musik. Nomineringer for bedste film, bedste instruktør og bedste nye skuespiller (Laborit)
- 1997: Bayerischer Filmpreis Bedste nye instruktør og bedste musik.
- 1997: Tokyo International Film Festival, Grand Prix
- 1998: Nomination to Academy Award for Best Foreign Language Film.

## Bog
- Caroline Link: Jenseits der Stille, Aufbau, 2001, ISBN 3-7466-1453-8 (Roman)
- Caroline Link: Jenseits der Stille. Systime, 2004, ISBN 87-616-1026-7  (Indeholder filmens dialog med forbindende regibemærkninger fra Caroline Links roman af samme navn samt gloser og en udførlig tolkning af filmen)